# Bender-Galatzer Militäreisenbahn

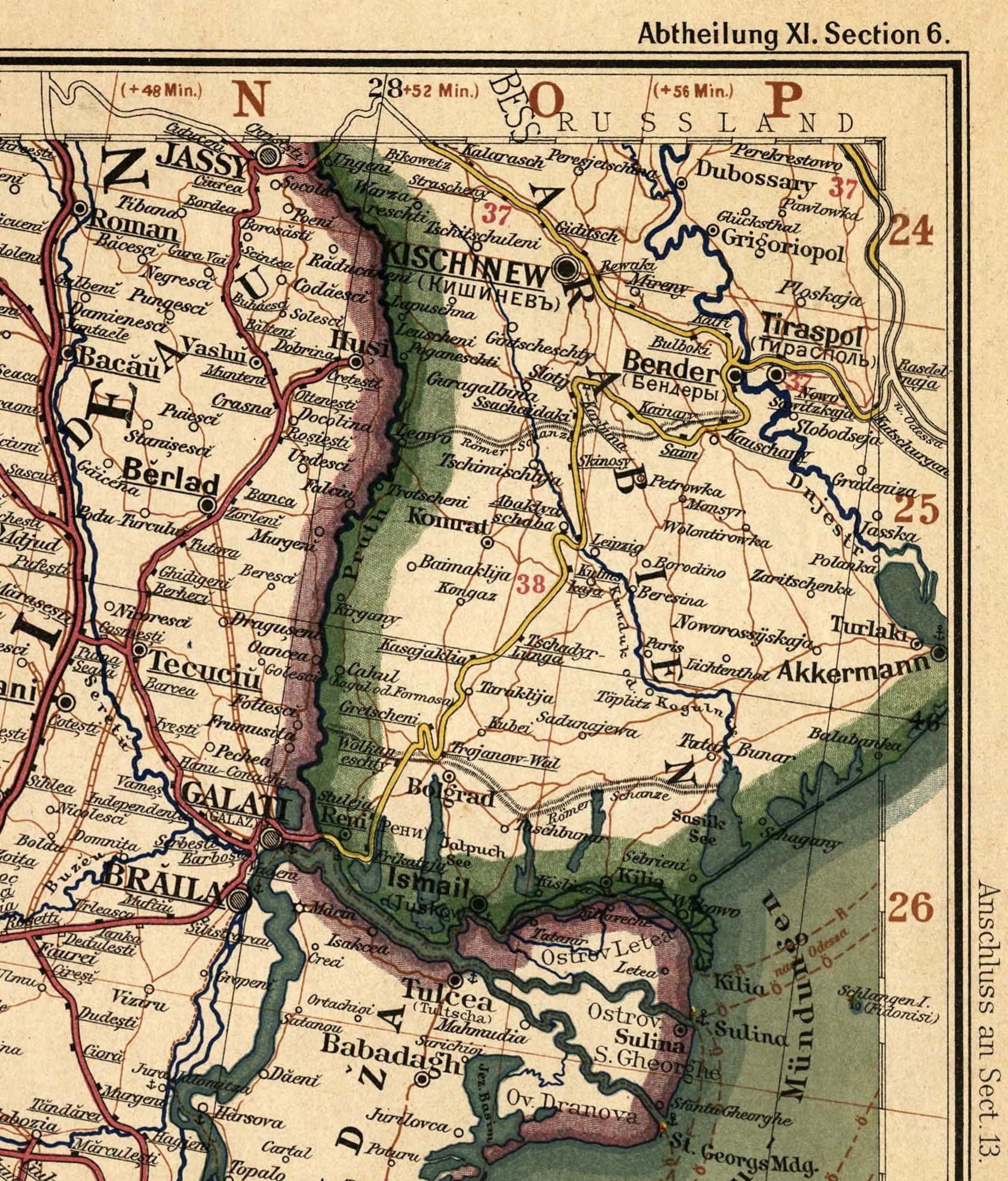
Die gelbe Strecke mit der Nr. 38 zeigt den Verlauf der Bender-Galatzer Militäreisenbahn

Die Bender-Galatzer Militäreisenbahn, russisch Военная Бендеро-Галацкая железная дорога (Wojennaja Bendero-Galazkaja schelesnaja doroga), kurz: В.Б.Г. Ж.Д. war ein Eisenbahnunternehmen im Russischen Kaiserreich, dessen Strecke heute auf dem Staatsgebiet der Republik Moldau liegt. Eigentümer war der „russische Eisenbahnkönig“ Samuil Solmonowitsch Poljakow (in der Literatur auch Poljakoff). Die einzige Strecke der Bahn zwischen Bender und Galatz wurde im Jahr 1877 innerhalb von 100 Tagen gebaut und in Betrieb genommen.
Im Jahr 1882 fusionierte die Bender-Galatzer Militäreisenbahn mit der Brest-Odessaer Eisenbahn zu den Russischen Südwestbahnen.

## Geschichte

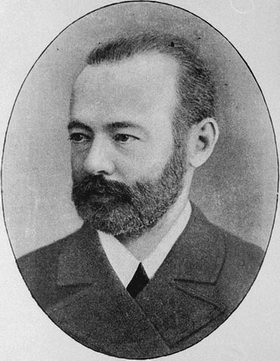
Samuil Solmonowitsch Poljakow

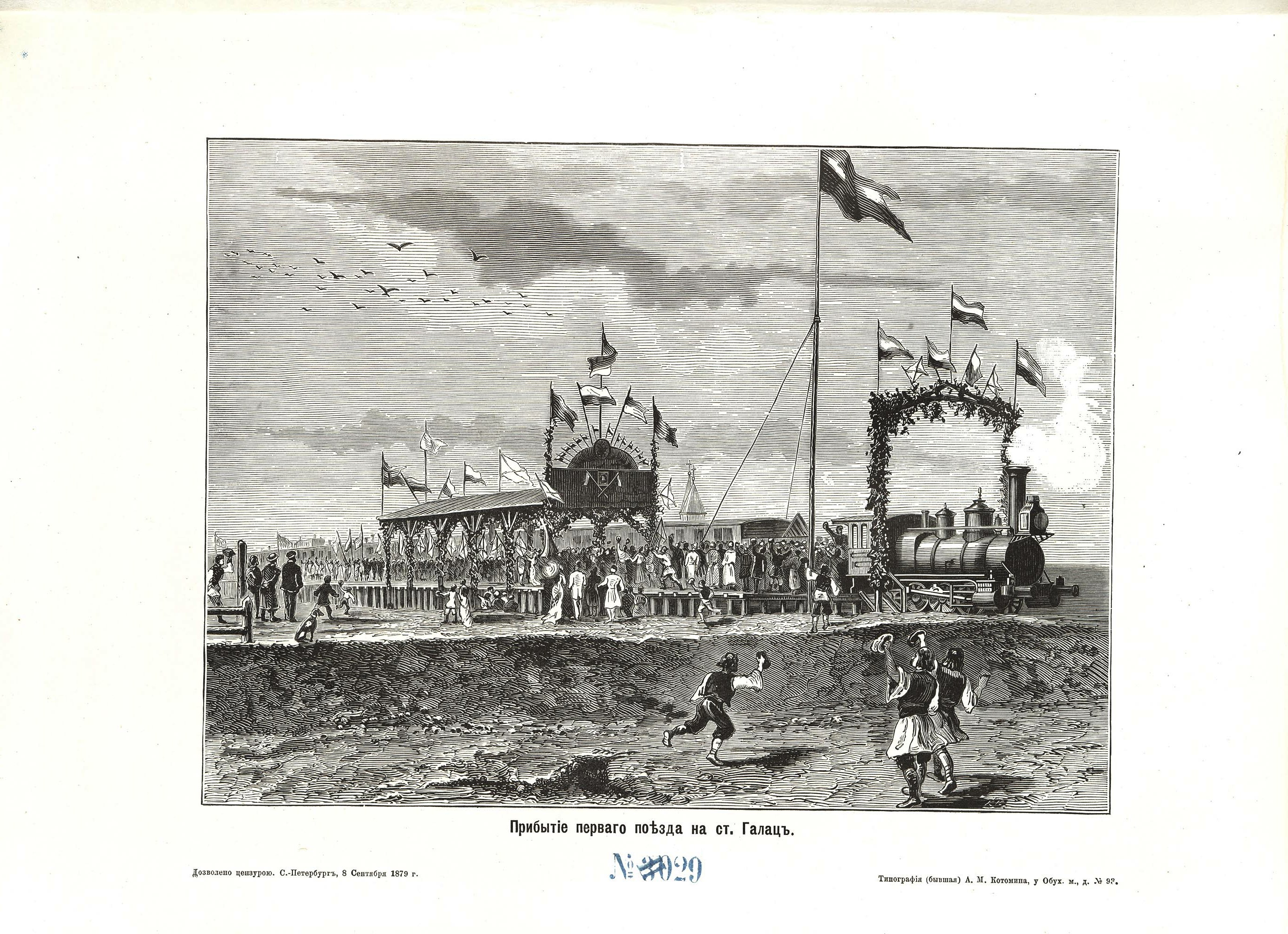
Eröffnungszug der Bender-Galatz Eisenbahn im Bahnhof Galatz

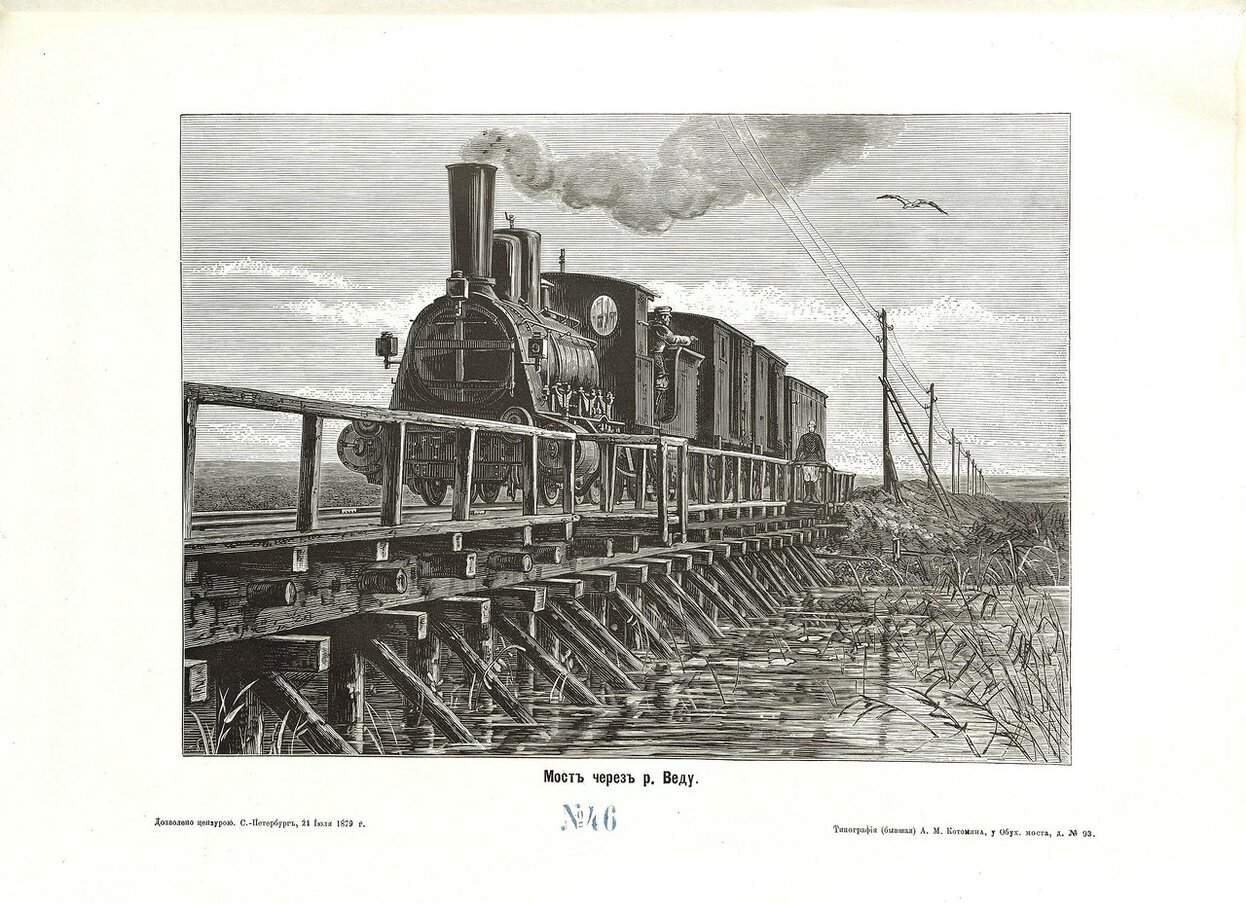
Zug der Bender-Galatz Eisenbahn, Flussbrücke bei Bender

Der Bau einer Eisenbahn zwischen Bender und Galatz wurde während des Russisch-Osmanischen Krieges 1877 genehmigt. Der russische Eisenbahn-Unternehmer Samuil Solmonowitsch Poljakow erhielt die Konzession für den Bau und Betrieb in der russischen Breitspur (1520 mm). Sie hatte strategische und militärische Bedeutung, da sie den Bedarf der russischen Armee im Feldzug gegen die Türken decken sollte. Aufgrund der geforderten kurzen Bauzeit verzichtete die russische Regierung auf massive Hochbauten und Brücken. Alle Gebäude und Ingenieurbauten waren aus Holz und wurden von Alexander Bernardazzi, dem Chefarchitekten der Stadt Chișinău, entworfen. Anschluss hatte die Bahn in Bender an die Odessaer Eisenbahn und in Galatz an das rumänische Eisenbahnnetz.
Die Ingenieure standen damals vor großen Schwierigkeiten, da die Strecke durch unwegsames Gelände, das von zahlreichen Schluchten und Seen durchzogen war, führte. An einigen Stellen mussten Ausgrabungen vorgenommen werden und an anderen Stellen dafür Aufschüttungen sowie Brücken über Flüsse und Täler gebaut werden.
Die Bauarbeiten begannen am 27. Juli 1877. Als Arbeitskräfte wurden Bauern aus den Ortschaften herangezogen, die von der künftigen Bahnlinie durchquert werden sollten. Weiters wurden  drei Divisionen von Soldaten des Disziplinarbataillons eingesetzt, insgesamt wird von über 11.000 Arbeitenden berichtet. Poljakow verhandelte wegen der Schienen zuerst mit Krupp in Essen, kaufte dann aber beim österreichischen „Stahlbaron“ Karl Wittgenstein leichtere und billigere Schienen, die in den Teplitzer Walzwerken produziert wurden. Dieser Auftrag kam für die Teplitzer Walzwerke im richtigen Moment und befreite diese aus einer wirtschaftlichen Notlage.
101 Tage nach Beginn des Baus der rund 300 km langen eingleisigen Strecke erreichte der erste Militärzug mit 20 Wagen am 4. November 1877 den Bahnhof in Galatz. Die Fahrzeit betrug bei einer durchschnittlichen Geschwindigkeit von 9 km/h rund 36 Stunden. Aufgrund von Baumängeln soll am Anfang täglich nur ein Zug in jede Richtung verkehrt sein. Die offizielle Einweihungsfahrt mit Poljakow und mehreren anderen Passagieren fand am 20. November 1877 statt. Ein derart schneller Bau während der Feindseligkeiten war beispiellos. 1878 wurden das Bauvorhaben und der Bericht über den Bau auf der Weltausstellung in Paris vorgestellt. Die Bender-Galatz Eisenbahn wurde von einer internationalen Jury als eines der herausragendsten Bauwerke dieser Zeit gewürdigt.
Nach dem Krieg plante die russische Regierung, die Bender-Galatz Eisenbahn an die Odessaer Eisenbahn zu übergeben. Infolge der schlechten Bauausführung und der geringen Betriebsergebnisse konnte sich jedoch die Odessaer Eisenbahn nicht zur Übernahme entschließen. 1879 erfolgte der Zusammenschluss der Odessaer mit der Kiew-Brester Eisenbahn zur Brest-Odessaer Eisenbahn. In der Folge sollte diese Gesellschaft mit der Bender-Galatz Eisenbahn fusionieren. Die Übergabe der Bahn bereitete aber der russischen Regierung in finanzieller Hinsicht große Schwierigkeiten, da Poljakow außer den seinerzeit berechneten 5,5 Mio. Rubel nochmals 4,5 Mio. Rubel für angebliche Mehrarbeiten forderte. Daher wurde seitens der Regierung eine besondere Kommission zur Untersuchung dieser Ansprüche in Odessa eingesetzt. Schließlich erfolgte eine Einigung zwischen der Regierung und Poljakow und die Bender-Galatz Eisenbahn wurde zum 1. Januar 1882 mit der Brest-Odessaer Eisenbahn zu den Russischen Südwestbahnen verschmolzen.

## Fahrzeuge
Poljakow kaufte bei mehreren Lokomotivfabriken in Belgien, Deutschland und Österreich eine Vielzahl von Dampflokomotiven. Darunter waren zehn Lokomotiven der österreichischen Baureihe kkStB 571, die aber bald an die Grand Central Belge weiterverkauft wurden. Die Schweizerische Industrie-Gesellschaft lieferte verschiedene Eisenbahnwagen.

## Folgen
Der Bau der Bahn und der damit verbundene hohe Bedarf an Arbeitskräften führte dazu, dass 1878 die Zuckerpreise anstiegen. In früheren Jahren wurden die Zuckerrüben von Soldaten geerntet. Da aber alle verfügbaren Soldaten die nicht ohnehin schon im Krieg benötigt wurden, beim Bahnbau arbeiten mussten, waren zu wenige Arbeitskräfte zur Ernte vorhanden.